# Figurino

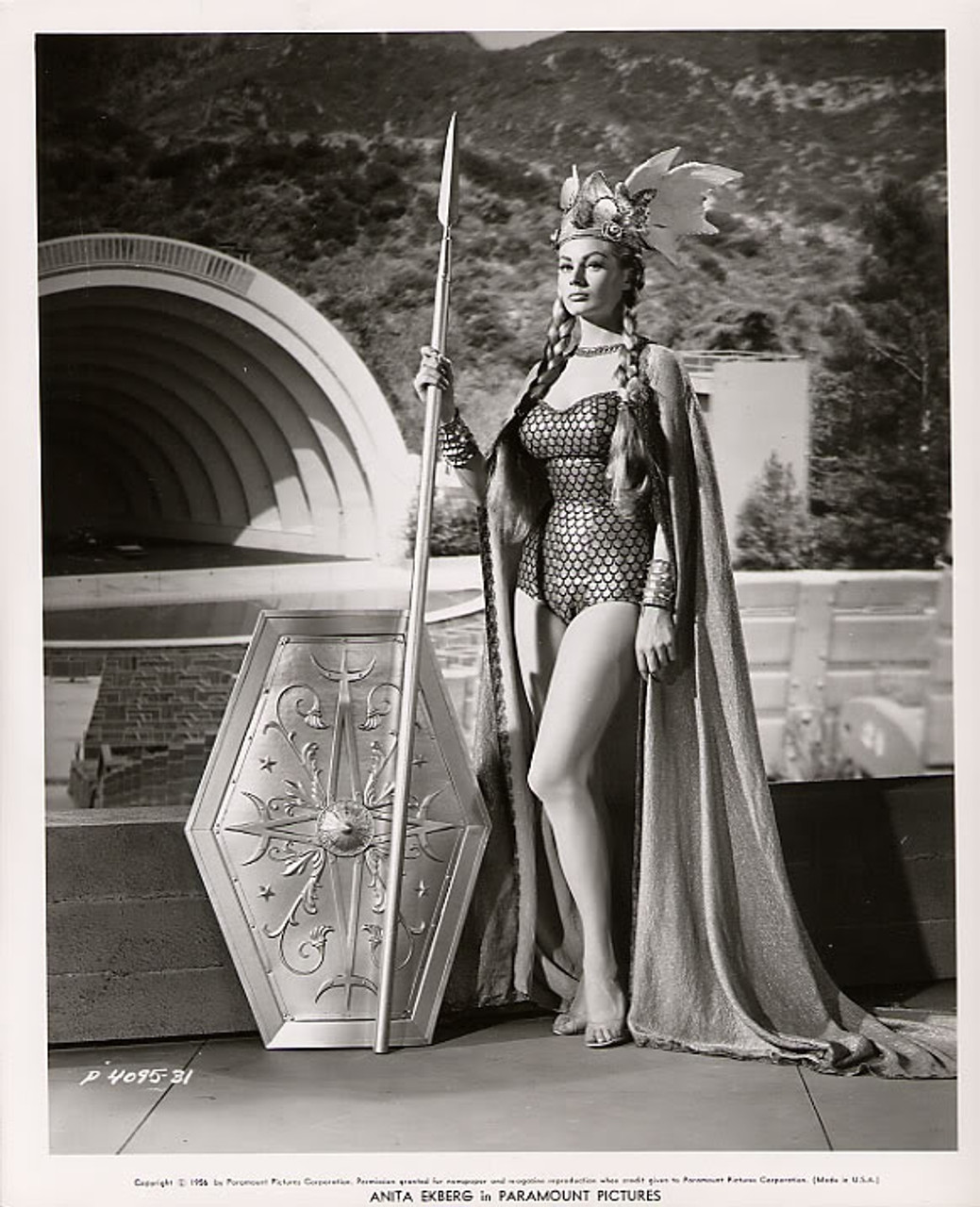
Anita Ekberg com o figurino da valquíria guardiã do Sagrado Jarro de Hidromel.

Figurino é o traje usado por um personagem de uma produção artística (cinema, programa, teatro, vídeo, dentre outros). Figurinista é o profissional que idealiza ou cria o figurino. 
É necessário que o figurinista conheça a fundo a história a ser tratada no trabalho, pois o figurino tem que revelar muito dos personagens. Para elaborá-lo, o figurinista deve levar em conta uma série de fatores, como a época em que se passa a trama, o local onde são gravadas as cenas, o perfil psicológico dos personagens, o tipo físico dos atores e as orientações de luz e cor feitas pelo diretor de arte.
Nos Estados Unidos, na França e na Itália, o figurino está diretamente ligado ao designer e à comunicação visual, e existem cursos específicos para a sua formação.
No Brasil a pioneira no estudo de Figurino foi Sophia Jobim.

## Princípios básicos do figurino

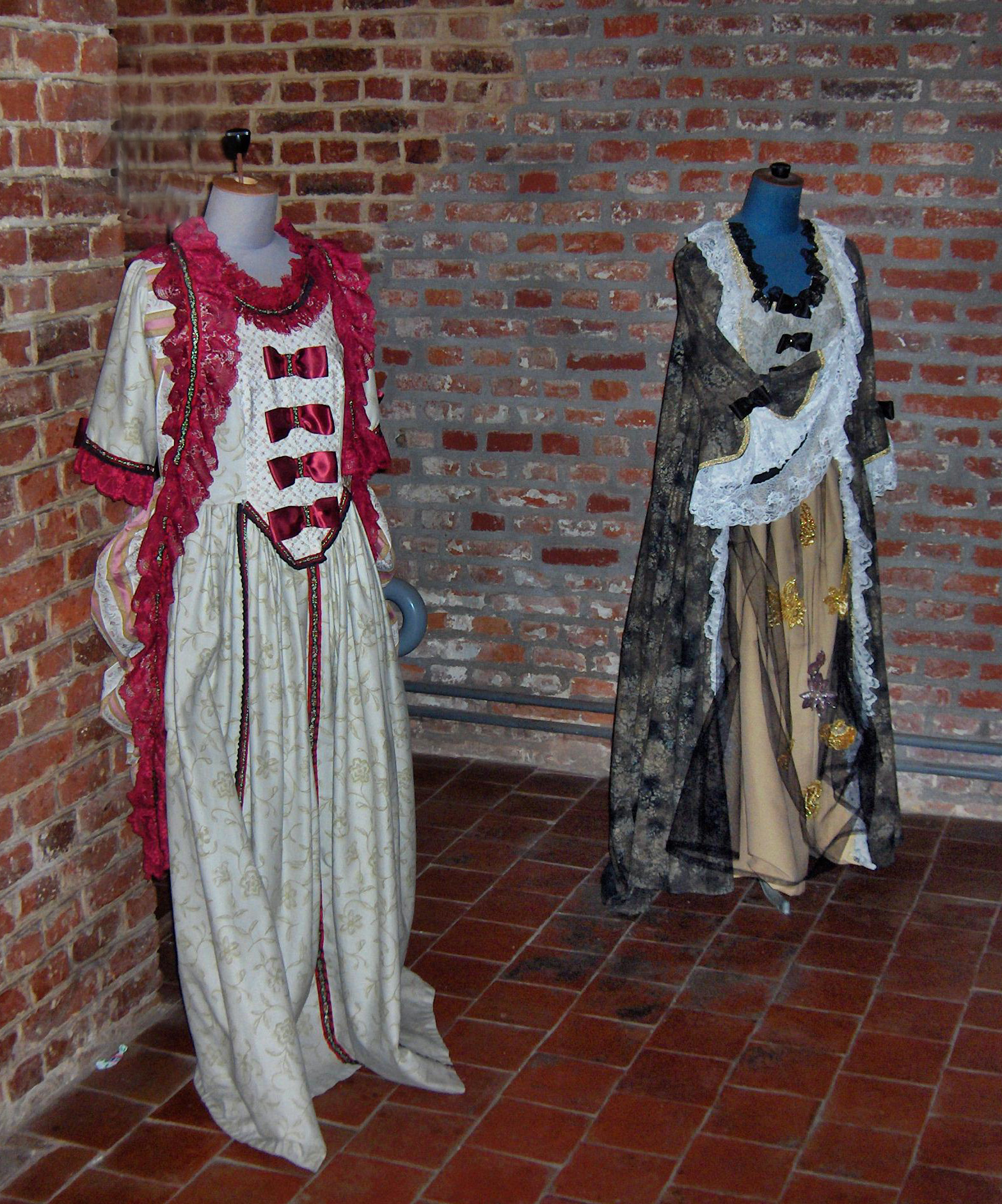
Figurinos históricos de Le Cateau-Cambrésis, França.

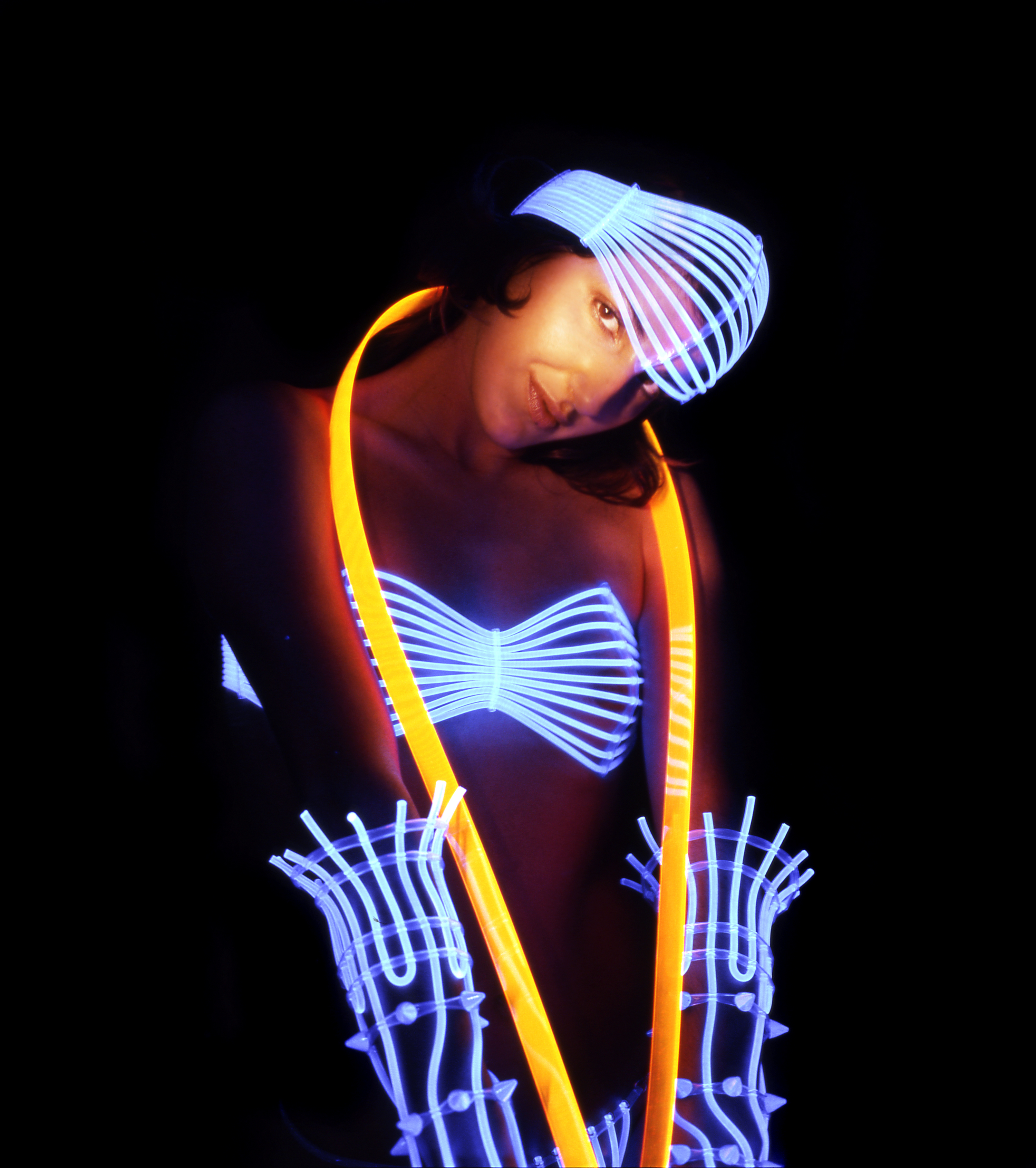
Figurino luminoso de Beo Beyond

"O hábito fala pelo monge, o vestuário é comunicação além de cobrir o corpo da nudez, ela tem outras finalidades". Umberto Eco

### O figurino
O figurino é composto por todas as roupas, incluindo acessórios e calçado dos personagens, projetados e/ou escolhidos pelo figurinista, de acordo com as necessidades do roteiro, personagem, direção do filme e possibilidades do orçamento.
É de diferenciar os termos figurino, indumentária e vestimenta: denominam-se que indumentárias seriam todo o vestuário em relação a uma determinada época e povos. Vestuário, um conjunto de peças de roupas que se veste e o figurino seria o traje usado por uma personagem criada.
O figurinista que cuida da criação dos figurinos, os interpreta, idealiza, desenvolve a pesquisa, criação dos croquis, pode reelaborar figurinos já existentes, coordena a equipe de produção e organização do guarda-roupa. É responsável enfim, por toda e qualquer produção necessária, seja delegando funções a terceiros ou produzindo ele mesmo, dentro desta concepção de totalidade, é necessário que tenha noções de cenografia, teatro, expressão corporal, iluminação, noções de espaço, arte, além de como se criar um traje, como história do vestuário, desenvolvimento de croquis, desenho técnico, modelagem, conhecimento sobre tecidos, acessórios, costura, e onde pode encontrar materiais e pessoal especializado.

### Função de um figurino
“Marcar a própria presença, chamar a atenção, pôr ênfase em determinadas partes do corpo, denotar com uma imagem clara e muitas vezes mesmo codificada com precisão alguns significados, e dar a conhecer outros de maneira explícita, mas, sempre sensível, eis o objetivo principal do vestuário.”
Como anteriormente comentado, um figurino não é apenas uma vestimenta ele possui significados e variantes embutidos e com funções simples ou complexas, comunicações que são passadas a outros e que devem ser salientadas e reforçadas em uma apresentação artística por ser esta uma arte de mostrar e exibir mensagens.
Se a mensagem (história) do espetáculo não causar efeito e não atingir o público então ele não vai entender a mensagem, não se emociona, não ri nem chora, não reflete sobre o que está vendo e ouvindo, e nada lhe altera nos sentimentos, então podemos concluir que não houve comunicação. Os signos reforçam-se uns aos outros, se completam, e estas combinações e afinidades formam uma linguagem homogênea que deve ser transmitida. Os signos teatrais são artifícios planejados e induzidos onde os atores e os outros elementos cênicos (cenários, iluminação, figurino, atores, etc) são encarregados de passar.
Se por acaso um destes signos estiver em desarmonia, fora do contexto há uma quebra e o espectador pode ser sugado da fantasia e volta à realidade, visualizando um teatro simples. Mesmo que o espectador tenha que ter o trabalho de decifrar e questionar, pensar sobre o que os elementos e signos significam, para que possa compreender a história, não podem ser demais, pois podem levar ao descaso e muitos são tão sutis e subliminares, que passam despercebidos, ainda que possuam uma missão importante para o contexto visual, ou seja, um figurino descuidado afeta a chamada “suspensão da descrença”, interferindo na verossimilhança da narração:
"A suspensão da descrença se refere primariamente à disposição do leitor ou espectador de aceitar as premissas de um trabalho de ficção, ainda que sejam fantásticas ou impossíveis. Também refere-se à disposição da plateia de relevar as limitações de uma mídia, de maneira que elas não interfiram com a ilusão. Entretanto, a suspensão da descrença é um quid pro quo: a plateia concorda a provisoriamente suspender seu julgamento em troca da promessa de entretenimento. Inconsistências ou falhas na trama que violem as premissas iniciais, regras estabelecidas, ou senso comum, são frequentemente vistas como um rompimento desse acordo. Para fãs particularmente leais, essas "quebras de acordo" são normalmente acompanhadas pela sensação de traição."
Vale ressaltar que a “suspensão da descrença” ocorre com o figurino fora de contexto, coesão e vazio de sentido, resultados de uma má pesquisa histórica, conceitual e falta de diálogo do figurinista com o ator, diretor, cenógrafo e iluminador.
Figurinos também fazem uso dos clichês visuais, estereótipos e arquétipos para facilitar sua identificação no palco, pois algumas roupas são usadas sempre para um mesmo fim, e assim socialmente começa a se criar uma identificação automática, um canal de assimilação pela lógica.
"Hoje em dia os estereótipos estão mais camuflados, e quanto mais naturalista o espetáculo, os estereótipos tendem a desaparecer em suas características marcantes. Estes estereótipos podem ser mudados com a intenção do figurinista e do diretor, pois com a harmonia de idéias surgem os figurinos enchendo o palco de glamour e trazendo uma personagem com uma mensagem a passar e uma história a contar".
A linguagem do vestuário teatral é reforçada de acordo com a necessidade e a intenção, e realizada com atenção, estudo e sabedoria ela consegue ter a capacidade de falar por si só, ela reforça a dramaticidade da cena, aumenta o drama pelo que o ator está passando, aumenta o impacto visual junto com a iluminação, e causa o espanto, a alegria, a emoção no nosso público.
"O que um figurinista faz é um cruzamento entre magia e camuflagem. Nós criamos a ilusão de mudar os atores em algo que eles não são. Nós pedimos ao público que acreditem que cada vez que eles vêem um ator no palco ele se tornou uma pessoa diferente." Edith Head.

### Relação do figurino com elementos da narrativa

#### Espaço-tempo
O figurino faz parte do conjunto de significantes que molda os elementos tempo e espaço: para nos convencer que a narrativa se passa em determinado recorte de tempo, seja este um certo período da história (presente, futuro possível, passado histórico etc.), do ano (estações, meses, feriados), do dia (noite, manhã, entardecer) e pode também demonstrar a passagem desse tempo. Quanto ao espaço, o figurino ajuda a definir (ou tornar imprecisa) a localidade geográfica onde a história se passa.
O tempo pode ser definido com auxílio do figurino de modo sincrônico ou diacrônico como afirma Costa.
Não são apenas os tempos distantes que são retratados pelo vestuário de um filme: o figurino também serve para definir a contemporaneidade de um filme, e, eventualmente, serve como documentação histórica da moda da época retratada, seja como relator, seja como inventor que influenciará a moda de seu tempo.

#### Personagem
O figurino serve à narrativa ao ajudar a diferenciar (ou tornar semelhante) os personagens, e ajuda a identificar em que arquétipo (clichê e estereótipo) a personagem se encaixa.
O figurino muitas vezes serve como elemento para identificar a personagem e separá-la da persona do ator que o interpreta.
Atores famosos têm presença constante na mídia, e se tornam familiares para a platéia – para fazê-los parecer pessoas diferentes daquelas vistas em noticiários e colunas sociais, e papéis interpretados anteriormente seus personagens devem parecer diferentes na tela de cinema neste ponto entra o figurino, criando elementos próprios para cada personagem.
As roupas também podem servir para delinear a história de uma personagem, seja através do estado em que elas se encontram ou da significação que a peça, ou parte dela, tem dentro da estrutura do filme.
Lembremos que o figurino não pode ser visto independentemente de outros elementos de um filme: ele se insere em um contexto que inclui a cenografia, a maquiagem, a iluminação, a fotografia, a atuação. Significa o ponto do espaço-tempo em que a história se insere, marca passagens de tempo e também indica as características sociopsicológicas dos personagens.

### Elementos de um figurino

#### Estilo
Se é realista ou estilizado, como demonstra a classificação adotada por Marcel Martin e Gérard Betton:
1. Realistas: comportando todos os figurinos que retratam o vestuário da época retratada pelo filme com precisão histórica;
2. Ultrarrealistas: O figurinista inspira-se na moda da época para realizar seu trabalho, mas procedendo de uma estilização onde a preocupação com o estilo e a beleza prevalece sobre a exatidão pura e simples;
3. Simbólicos: quando a exatidão histórica perde completamente a importância e cede espaço para a função de traduzir simbolicamente caracteres, estados de alma, ou, ainda, de criar efeitos dramáticos ou psicológicos.

#### Cores
Cores expressam sensações e podem definir um contexto com muitos significados. Através das cores pode-se detectar o estado de espírito (se está alegre, triste, de luto, se é recatada, clean, rebelde, etc) e o gênero no qual a peça/filme está inserido (drama, comédia, etc.).
“A cor é uma linguagem universal e tanto pode ser dito por ela (…) é valiosa ao estabelecer a atmosfera para a cena”.
“Empregada de maneira inteligente pelo produtor e pelo designer, pode dirigir a atenção da plateia e apontar ações importantes e, é claro, em uma primeira vista pode melhorar a figura do palco e dar prazer aos olhos. A cor em figurinos individuais pode ajudar um ator a estabelecer e sublinhar sua personagem e sua importância na peça”

#### Volume
Produções estilizadas pode ser utilizadas de formas exageradas ou pequenas demais para enfatizar uma cena. Pode se utilizar para ressaltar aspectos do corpo do ator como, por exemplo, uma barriga saliente numa personagem com caráter cômico.

#### Texturas
Através das texturas pode se demonstrar algo sobre a personagem no relacionamento dele com os outros personagens, ou de determinados grupos. A demonstração de classes sociais menos favorecidas geralmente é visualizada fortemente em tecidos mais rústicos e sujos. A textura também expõe ocasiões.

#### Contexto e ambiente
“Muitas vezes a escolha do vestuário muda de significado segundo o contexto em que se insere por exemplo, usar camisola para dormir tem um significado, mas sair na rua com ela tem outro bem diferente. E todas estas significações auxiliam na personificação de uma personagem.”
É de suma importância notar o figurino corresponde ao contexto pedido na cena, assim como observar a ambientação culturalmente, temporalmente, se não há conflito entre o figurino, a cenografia e a iluminação para que não haja uma descaracterização, ou sobreposição de sentidos que faça o figurino perder em conceito.
“Obviamente, é de importância primária ao designer saber antes que os figurinos sejam planejados onde a peça será apresentada.”

#### Silhueta
A silhueta do figurino o insere temporalmente.
“Cada período, o nosso próprio inclusive, têm um contorno e uma silhueta muito bem definidos”

#### Movimento da roupa e da personagem
“o figurino de palco é uma combinação, como vimos, da cor e da forma do período inventado com um fim definido em vista: vestir o ator adequadamente, para ajudar a estabelecer a personagem e ser parte de um esquema geral que conecta toda a produção.”
“nenhum ator deve ser capaz de se mover e e sentir em casa dentro de seu figurino”
O figurino deve não apenas possuir movimento próprio para assim prender o olhar do espectador ao traçar seu caminho no palco como condizer com as necessidades de movimentação da personagem. Neste caso, acessórios merecem especial atenção, uma vez que se a personagem segurar algo em suas mãos terá a movimentação de certa forma limitada.

#### Elemento de destaque
Para a construção da personagem muitas vezes se escolhe um elemento de destaque a ser priorizado na construção do figurino, seja ele inerente à personalidade da personagem, a sua história ou seu contexto cultural. Mas de fato o elemento de destaque é observado pelo espectador através de conceitos como:
1. Contraste: entre cores, cenário, personagens, elementos antagônicos e muito discrepantes;
2. Exagero: excesso de frequência de certo elemento, excesso de volume, etc.;
3. Ordem de aparição: primeiro objeto a ser notado pelo público;
4. Ausência: a falta de certo elemento, como peças de roupa essenciais — a exemplo de nus — faz o público sentir a estranheza pela quebra da convenção social e portanto notar a falta desse elemento;
5. Deslocamento: Colocar um objeto do figurino que em condições normais, ou seja, na realidade, não estaria presente nesse determinado local do ator, ou ele não o manejaria desta forma.